# Pherusa minuta
Pherusa minuta är en ringmaskart som beskrevs av Jean Louis Armand de Quatrefages de Bréau 1866. Pherusa minuta ingår i släktet Pherusa och familjen Flabelligeridae. Inga underarter finns listade i Catalogue of Life.